# Distretto di Draâ El Mizan
Il distretto di Draâ El Mizan è un distretto della provincia di Tizi Ouzou, in Algeria.

## Comuni
Il distretto di Draâ El Mizan comprende 4 comuni:
- Draâ El Mizan
- Aïn Zaouia
- Aït Yahia Moussa
- Frikat